# Antoine Chbeir
Antoine Chbeir (* 12. Januar 1961 in Ghosta, Gouvernement Libanonberg, Libanon) ist maronitischer Bischof von Latakia.

## Leben
Antoine Chbeir empfing am 13. Juni 1988 das Sakrament der Priesterweihe.
Die vom 10. bis 14. März 2015 tagende Bischofssynode der maronitischen Bischöfe wählte ihn zum Bischof von Latakia. Papst Franziskus stimmte seiner Wahl zum Bischof von Latakia am 14. März 2015 zu. Der maronitische Patriarch von Antiochien, Béchara Pierre Kardinal Raï OMM, spendete ihm am 18. April desselben Jahres die Bischofsweihe; Mitkonsekratoren waren der Kurienbischof im Maronitischen Patriarchat von Antiochien, Antoine Nabil Andari, und der maronitische Erzbischof von Zypern, Joseph Soueif.